# Сыпало, Иван Миронович
Иван Миронович Сыпало (14 июня 1922 — 10 ноября 2002) — командир роты 12-го гвардейского стрелкового полка 5-й гвардейской Городокской стрелковой дивизии 11-й гвардейской армии 3-го Белорусского фронта, гвардии майор. Герой Советского Союза.

## Биография
Родился 14 июня 1922 года в селе Зачепиловка ныне Харьковской области. Работал приёмщиком на военном танковом заводе в Харькове.
В Красной Армии с января 1942 года. Воевал на Западном, Брянском, Прибалтийском, 2-м и 1-м Прибалтийских, 3-м Белорусском фронтах. В числе первых 14 июля 1944 года форсировал реку Неман в районе деревни Меречь Литовской ССР. Рота захватила и удержала плацдарм, отразив многочисленные контратаки противника.
24 марта 1945 года за образцовое выполнение боевых заданий командования на фронте борьбы с немецко-фашистскими захватчиками и проявленные при этом мужество и героизм гвардии старшему лейтенанту Сыпало Ивану Мироновичу присвоено звание Героя Советского Союза с вручением ордена Ленина и медали «Золотая Звезда».
После войны продолжал службу. С 1959 года майор Сыпало в запасе. Жил в Харькове. Скончался 10 ноября 2002 года.